# Stawki (województwo kujawsko-pomorskie)
Stawki – wieś w Polsce położona w województwie kujawsko-pomorskim, w powiecie aleksandrowskim, w gminie Aleksandrów Kujawski.
W latach 1975–1998 miejscowość położona była w województwie włocławskim.
W Stawkach znajduje się Zespół Szkół im. Marii Danilewicz Zielińskiej.
Wieś sołecka – zobacz jednostki pomocnicze gminy Aleksandrów Kujawski w BIP.